# Коваленко Алексей Евгеньевич
Коваленко Алексей Евгеньевич (род. 10 марта 1939 года, Харьков, СССР) - советский и российский учёный в области химико-токсикологического анализа наркотических и допинговых веществ, кандидат технических наук, доцент, заведующий кафедрой "Экспертиза в допинг- и наркоконтроле" Российского химико-технологического университета имени Д. И. Менделеев, ветеран труда.

## Биография
Родился 10 марта 1939 года в Харькове.
Окончил школу 1956 в Москве с серебряной медалью и поступил в Российский химико-технологический институт имени Д. И. Менделеева на кафедру изотопов и особо чистых веществ.
В 1962 году закончил Российский химико-технологический институт имени Д. И. Менделеева.
С 1962 года работал младшим инженером, инженером, младшим научным сотрудником на кафедре изотопов и особо чистых веществ.
В 1971 году защитил диссертацию на соискание ученой степени кандидата технических наук по теме "Концентрирование тяжелого изотопа кислорода низкотемпературной ректификацией молекулярного кислорода".
В 1980 года возглавил первую в СССР химико-токсикологическую лабораторию Департамента здравоохранения г. Москвы при Наркологической больнице №17. Работал заведующим лабораторией на протяжении 25 лет.
В 2010 году принял участие в создании и возглавил кафедру "Экспертиза в допинг- и наркоконтроле" в Российском химико-технологическом институте имени Д. И. Менделеева в должности заведующего кафедрой.
В 2016 году присвоено звание доцента по специальности "Технология разделения и применения изотопов".

### Учебники и учебные пособия
- Химико-аналитическое определение наркотических и допинговых средств: учебное пособие. Б.А. Руденко, А.Е. Коваленко, К.А. Галузин [и др.]. - М.: Нарконет, 2007. - 367 с. - ISBN 978-5-94497-028-2
- Наркотики. Свойства, действие, фармакокинетика, метаболизм: учебное пособие. Н. В. Веселовская, А.Е. Коваленко, К.А. Галузин [и др.]. - 3-е изд., перераб., испр., доп. - М.: Нарконет, 2008. - 262 с. - ISBN 978-5-94497-029-9
- Токсикологическая химия. Аналитическая токсикология: учебник. С.А. Еремин, С.К. Еремин С.К., А.Е. Коваленко [и др.]; ред.: Р. У. Хабриев, Н. И. Калетина. - М.: Геотар-Медиа, 2010. - 747 с. - ISBN 978-5-9704-1537-5
- Структурные формулы соединений, контролируемых как наркотические средства и психотропные вещества. Общая часть: учебное пособие. В. Ю. Кузовлев, В.В.Гладырев, А.Е. Коваленко [и др.]; ред. Е. А. Симонов. - М.: РХТУ им. Д.И. Менделеева, 2011. - 175 с. ISBN 978-5-7237-0967-6
- Масс-спектрометрия и хромато-масс-спектральный анализ: учебное пособие. В.А. Винарский., Р.А. Юрченко, А.Е. Коваленко [и др.]; РХТУ им. Д.И. Менделеева, Белорусский государственный университет. - М.: РХТУ им. Д.И. Менделеева, 2013. - 142 с. - ISBN 978-5-7237-1074-0

### Статьи
- Electrochemical Synthesis of Tetrahydroquinolines from Imines and Cyclic Ethers via Oxidation/Aza-Diels-Alder Cycloaddition.Vil' Vera A., Grishin Sergei S., Baberkina Elena P., Alekseenko Anna L., Glinushkin Alexey P., Kovalenko Alexey E., Terent'ev Alexander O. в журнале Advanced Synthesis and Catalysis, 2022 год, издательство John Wiley & Sons Ltd. (United Kingdom), том 364, № 6, с. 1098-1108, 2022

- Спектрометрия ионной подвижности N-метилимидазола и возможности его определения. Александрова Д.А., Меламед Т.Б., Баберкина Е.П., Фенин А.А., Осинова Е.С., Коваленко А.Е., Якушин Р.В., Шалтаева Ю.Р., Беляков В.В., Зыкова Д.И. в журнале Тонкие Химические Технологии, издательство Федеральное государственное бюджетное образовательное учреждение высшего образования Московский технологический университет (МИРЭА) (Москва), том 16, № 6, с. 512-525 , 2021
- Ion Mobility Spectrometry of Imidazole and Possibilities of Its Determination. Aleksandrova D.A., Melamed T.B., Baberkina E.P., Kovalenko A.E., Kuznetsov Vl Vit, Kuznetsov Vit Vl, Fenin A.A., Shaltaeva Yu R., Belyakov V.V. в журнале Journal of Analytical Chemistry, издательство Maik Nauka/Interperiodica Publishing (Russian Federation), том 76, № 11, с. 1282-1289, 2021
- Спектрометрия ионной подвижности имидазола и возможности его определения. Александрова Д.А., Меламед Т.Б., Баберкина Е.П., Коваленко А.Е., Кузнецов В.Л, Кузнецов В.В., Фенин А.А., Шалтаева Ю.Р., Беляков В.В. в журнале Журнал аналитической химии, издательство ФГБУ "Издательство "Наука" (Москва), том 76, № 11, с. 989-996 DOI, 2021
- Получение стабильного изотопа серы S34 ректификацией сероводорода. Зельвенский Я.Д., Коваленко А.Е., Постников А.А., в журнале Химическая технология, издательство Наука и технологии (М.), № 6, с. 3-8, 2001
- Подготовка проб к изотопному анализу серы. Постников А.А., Коваленко А.Е., Зякун А.М., Матросов А. Г., в журнале Заводская лаборатория. Диагностика материалов, издательство ТЕСТ-ЗЛ (М.), том 42, № 9, 1976

### Патенты
- № RU 2784323 РФ. Электрохимический способ получения производных тетрагидрохинолина, применение их в качестве фунгицидных средств и фунгицидные композиции на их основе: №2022103403; заявлен 10.02.2022; опубликован 23.11.2022, В.А. Виль, С.С. Гришин, А.Е. Коваленко [и др.]; патентообладатель ФГБУН институт органической химии имени Н. Д. Зелинского РАН
- №1558183. Способ определения наркотических опиоидных веществ. Варфоломеев С.Д., Зайцев С.В., Курочкин И.Н., Рябцева О.Н., Келдыш П.Л., Коваленко А.Е., Коршунова Г.А., Ишков А.Г., Изотов Б.Н., 15.12.1989